# Триандафилиди, Александр Николаевич
Александр Николаевич Триандафили́ди (род. 3 ноября 1981, Ростов-на-Дону, СССР) — русский поэт-переводчик, литературовед. Автор первого полного стихотворного перевода рыцарской эпопеи Лудовико Ариосто «Неистовый Роланд» на русский язык.

## Биография
Родился в Ростове-на-Дону в семье служащих. Окончил Ростовский государственный педагогический университет (ныне в составе ЮФУ) по специальности «филология, иностранные языки». Член Союза российских писателей (СРП) с 2014 года. В 2016-м избран в правление Ростовского отделения СРП по направлению «художественный перевод».
Как поэт в 1999—2006 годах являлся активным участником ростовских ЛИТО «Созвучие», «Дон», «Окраина». Стихи публиковались в местных журналах («Дон», «Мой журнал», «Ростовское время» и др.), альманахах и антологиях донской поэзии. Дипломант фестиваля авторской песни и поэзии (2003) и 1-го фестиваля современной поэзии РГУ (2005). Стипендиат Главы Администрации Ростовской области в области литературы (2004). В 2003 году в издательстве «Нюанс» (Таганрог) вышел дебютный сборник стихотворений «Души моей сонеты» (ред. Н. Б. Апушкина). В 2005 году в издательстве журнала «Дон» вышел второй и последний на сегодняшний день сборник оригинальных стихотворений А. Триандафилиди «Арабески» (ред. В. А. Тихонов). С 2006 года практически полностью прекратил писать стихи, посвятив себя поэтическому переводу.

## Переводческая деятельность
Основная сфера творческих интересов А. Триандафилиди — эпическая поэзия Средневековья и итальянского Ренессанса (XII—XVI века). В конце 1998 года, изучая итальянский язык, приступил к переводу в октавах «Неистового Роланда» Ариосто. В 2005 году в Ростове-на-Дону опубликованы первые тринадцать песен эпопеи. Работа над переводом окончена в 2017 году.
В 1999—2000 годах выполнил набросок перевода в октавах первых четырех песен поэмы Торквато Тассо «Освобожденный Иерусалим». В соавторстве с профессором ЮФУ Н. В. Забабуровой в 2005—2012 годах перевел со старофранцузского два стихотворных романа Кретьена де Труа: «Ланселот, или Рыцарь Телеги» и «Персеваль, или Повесть о Граале». Романы издавались трижды. В 2006 году предпринял попытку переложений стихов провансальских трубадуров и канцон Петрарки.
В 2009 году начал сотрудничество с Е. В. Витковским в интернет-семинаре «Век перевода». Участвовал в ряде коллективных изданий авторов «Века перевода». С французского переводил стихи поэтов-символистов, поэму Николя Буало «Налой». В 2010—2011 годах участвовал в работе над книгой Мориса Роллина «Неврозы», сборником «Проклятые поэты», четырехтомным собранием стихотворений главы «Парнасской школы» Леконта де Лиля.
В 2009—2013 годах перевел поэму Анджело Полициано «Стансы на турнир» , подборку стихотворений и поэм Лоренцо Медичи, а также малых произведений Луиджи Пульчи. Вместе эти работы составили авторскую книгу переводов «Лоренцо Медичи и поэты его круга».
Переводил с английского стихи Оскара Уайльда, Конан Дойля, Редьярда Киплинга, Роберта Сервиса и поэтов Первой Мировой войны. В 2018 году при поддержке министерства культуры РФ выпустил авторский сборник переводов «Адонис. Французская поэзия XV—XIX веков». Из пасторальной итальянской литературы перевел роман Якопо Саннадзаро «Аркадия» и трагикомедию в стихах Джамбаттисты Гварини «Верный пастух».
В 2019 году закончил перевод романа в стихах Джованни Боккаччо «Филострато», а также поэмы-видения Джеффри Чосера «Дом славы». В серии «Билингва» издательства «Текст» в том же году вышло собрание переводов из Петрарки: 150 сонетов и канцон.